# Caenohalictus pacis
Caenohalictus pacis là một loài Hymenoptera trong họ Halictidae. Loài này được Janvier mô tả khoa học năm 1955.